# Heritage Hills (Colorado)
Heritage Hills és una concentració de població designada pel cens dels Estats Units a l'estat de Colorado. Segons el cens del 2000 tenia 658 habitants.

## Demografia
Segons el cens del 2000, Heritage Hills tenia 658 habitants, 235 habitatges, i 207 famílies. La densitat de població era de 135,1 habitants per km².
Dels 235 habitatges en un 39,1% hi vivien nens de menys de 18 anys, en un 83,4% hi vivien parelles casades, en un 3% dones solteres, i en un 11,9% no eren unitats familiars. En el 8,5% dels habitatges hi vivien persones soles el 0,9% de les quals corresponia a persones de 65 anys o més que vivien soles. El nombre mitjà de persones vivint en cada habitatge era de 2,8 i el nombre mitjà de persones que vivien en cada família era de 2,99.
Per edats la població es repartia de la següent manera: un 28,4% tenia menys de 18 anys, un 2,3% entre 18 i 24, un 31,5% entre 25 i 44, un 30,5% de 45 a 60 i un 7,3% 65 anys o més.
L'edat mediana era de 39 anys. Per cada 100 dones de 18 o més anys hi havia 93,8 homes.
La renda mediana per habitatge era de 110.186 $ i la renda mediana per família de 120.532 $. Els homes tenien una renda mediana de 83.273 $ mentre que les dones 32.083 $. La renda per capita de la població era de 50.041 $. Cap de les famílies i l'1,4% de la població estaven per davall del llindar de pobresa.

## Poblacions més properes
El següent diagrama mostra les poblacions més properes.